# Hestehave
Hestehave är en skog i Danmark.   Den ligger i Syddjurs kommun i Region Mittjylland, i den centrala delen av landet, 150 km nordväst om huvudstaden Köpenhamn. Skogen är en del av Nationalpark Mols Bjerge.